# ISO 10006
ISO 10006:2018, Sistemas de gestión de calidad - Directrices para el gestión de calidad en los proyectos, es un estándar internacional desarrollado por la Organización Internacional de Normalización. Proporciona orientación sobre la aplicación de la gestión de la calidad en los proyectos. Reemplaza al ISO 10006:2003.

## Estándares vinculados
ISO 10006 no es una guía para la gestión de proyectos en sí misma. Las orientaciones sobre la calidad en los procesos de gestión de proyectos se analiza en este Estándar Internacional. El estándar ISO 9004 cubre las directrices sobre la calidad en los procesos relacionados con el producto de un proyecto y sobre el "enfoque basado en procesos". En septiembre de 2012 se publicó una nueva ISO 21500: Gestión de proyectos - Guía para la gestión de proyectos.
Debido a que ISO 10006 es un documento orientativo, no pretende ser utilizado con fines de certificación o registro.